# Азнвадзор
Азнвадзор (арм. Ազնվաձոր; до 1940 г. Ханджугаз, затем Гезалдара) — населённый пункт в Лорийской области Армении.
Население 304 человек (перепись 2008 года).

## Население
По данным «Сборника сведений о Кавказе» за 1880 год в селе Ханджугаз Татарская Александропольского уезда по сведениям 1873 года было 33 двора и проживало 295 азербайджанцев (указаны как «татары»), которые были шиитами.
По данным Кавказского календаря на 1912 год, в селе Ханджугаз Александропольского уезда проживало 595 человек, в основном армян.
| Год  | Численность | Численность |
| ---- | ----------- | ----------- |
| 1831 | 33          | [ 4 ]       |
| 1897 | 393         | [ 4 ]       |
| 1926 | 706         | [ 4 ]       |
| 1939 | 822         | [ 4 ]       |
| 1959 | 624         | [ 4 ]       |
| 1970 | 1041        | [ 4 ]       |
| 1979 | 1091        | [ 4 ]       |
| 1989 | 706         | [ 5 ]       |
| 2001 | 473         | [ 4 ]       |
| 2011 | 380         | [ 6 ]       |

В Гезалдаре родился Герой Советского Союза Хыдыр Мустафаев.